# Athyrium yui
Athyrium yui är en majbräkenväxtart som beskrevs av Ren-Chang Ching. Athyrium yui ingår i släktet Athyrium och familjen Athyriaceae. Inga underarter finns listade.